# Erytrea na Mistrzostwach Świata w Lekkoatletyce 2017
Erytrea na Mistrzostwach Świata w Lekkoatletyce 2017 – reprezentacja Erytrei podczas mistrzostw świata w Londynie liczyła 8 zawodników, którzy nie zdobyli żadnego medalu.

## Skład reprezentacji
Mężczyźni
| Zawodnik               | Konkurencja                   | Eliminacje | Eliminacje | Finał    | Finał   |
| Zawodnik               | Konkurencja                   | Rezultat   | Pozycja    | Rezultat | Pozycja |
| ---------------------- | ----------------------------- | ---------- | ---------- | -------- | ------- |
| Awet Habte             | bieg na 5000 metrów           | 13:27,70   | 10. q      | 13:58,68 | 14.     |
| Aron Kifle             | bieg na 5000 metrów           | 13:30,36   | 18. Q      | 13:36,91 | 7.      |
| Nguse Amlosom          | bieg na 10 000 metrów         | —          | —          | DNF      | DNF     |
| Aron Kifle             | bieg na 10 000 metrów         | —          | —          | 27:09,92 | 11.     |
| Hiskel Tewelde         | bieg na 10 000 metrów         | —          | —          | 27:49,62 | 17.     |
| Yohanes Ghebregergis   | maraton                       | —          | —          | 2:12:07  | 7.      |
| Ghebrezgiabhier Kibrom | maraton                       | —          | —          | 2:21:22  | 41.     |
| Amanuel Mesel          | maraton                       | —          | —          | DNF      | DNF     |
| Yemane Haileselassie   | bieg na 3000 m z przeszkodami | 8:35,73    | 28.        | NQ       | NQ      |